# Bojan Šaranov
Bojan Šaranov (srbskou cyrilicí Бојан Шаранов; 22. září 1987, Vršac) je srbský fotbalový brankář, hráč klubu FK Partizan.

## Reprezentační kariéra

### Srbsko a Černá Hora
Reprezentoval Srbsko a Černou Horu v mládežnické kategorii U19.

### Srbsko
Nastupoval za srbskou jedenadvacítku.
V A-týmu Srbska debutoval 3. 6. 2011 v přátelském zápase v Soulu proti Jižní Koreji (porážka 1:2).